# Le bourreau attendra
Pour plus de détails, voir Fiche technique et Distribution.
Le bourreau attendra est un film franco-espagnol de José Antonio de la Loma et Robert Vernay, sorti en 1961.

## Fiche technique
- Titre français : Le bourreau attendra
- Réalisation : José Antonio de la Loma et Robert Vernay
- Scénario : José Antonio de la Loma, Robert Vernay, Jacques Celhay et Frédéric Dard
- Production : Marius Lesoeur
- Pays d'origine : Espagne - France
- Date de sortie : 1961
- Affiche : Jouineau Bourduge (France)

## Distribution
- Robert Berri
- Maruja Bustos
- Arturo Fernández
- Bernard Fontaine
- Paul Guers
- Claire Maurier